# Min King
Min King ist eine Schweizer Mundart-Musikband aus dem Kanton Schaffhausen.

## Geschichte
Min King ging aus zahlreichen Mitglieder der 2008 aufgelösten Band Plenty Enuff hervor.
Die siebenköpfige Gruppe aus Schaffhausen brachte am 20. April 2012 ihr Debüt-Album Am Bluemeweg heraus, das sich in der Schweizer Hitparade auf Platz 86 platzierte. Das Album ist geprägt vom Soul der 1960er Jahre. Der Sänger Philipp Albrecht wird von vielen der «James Brown von Schaffhausen» genannt. Mundart-Soul gab es bis dahin keine in der Schweiz.
Auch ihr zweites Album Immer wieder wurde wieder auf Schaffhauser Dialekt gesungen. In der Zwischenzeit sind Min King zu fünft. Diesmal platzierte sich ihr Album auf Platz 57. Die Coverversion von Mani Matters Mir Hei e Verein wurde zum Soulstück Mir Händ en Verein und der Titel Tagi Tagus wurde zusammen mit E.K.R aufgenommen.

## Diskografie
Alben
- 2012: Am Bluemeweg
- 2017: Immer wieder